# Boleophthalmus boddarti
Boleophthalmus boddarti es una especie de peces de la familia de los Gobiidae en el orden de los Perciformes.

## Morfología
Los machos pueden llegar a alcanzar los 22 cm de longitud total.

## Hábitat
Es un pez de clima tropical y demersal.

## Distribución geográfica
Se encuentra desde la India hasta Nueva Guinea y China.

## Observaciones
Es inofensivo para los humanos.